# Mulloidichthys pfluegeri
Mulloidichthys pfluegeri es una especie de peces de la familia Mullidae en el orden de los Perciformes.

## Morfología
• Los machos pueden llegar alcanzar los 40 cm de longitud total.

## Distribución geográfica
Se encuentra desde la isla de Reunión hasta las Hawaii, las Islas Marquesas, las Islas de la Sociedad, las Islas Ryukyu,  Tonga, las Islas Marianas e Islas Marshall.

## Hábitat
Es un pez de mar.